# Красный Яр (Кемеровская область)
Кра́сный Яр — село в Ижморском районе Кемеровской области. Административный центр Красноярского сельского поселения.

## География
Центральная часть населённого пункта расположена на высоте 257 м над уровнем моря.

## Население
| 2010 |
| ---- |
| 697  |

### Половой состав
По данным Всероссийской переписи населения 2010 года, в селе Красный Яр проживало 697 человек (335 мужчин, 362 женщины).